# Stevenson Ranch (Californie)
Stevenson Ranch est une census-designated place du comté de Los Angeles, dans l'État de Californie, aux États-Unis,. En 2020, elle compte une population de 20 178 habitants.